# The Wave (Gebäude)
The Wave (deutsch: „Die Welle“) ist ein Hochhaus in Gold Coast, Australien. Es hat eine Höhe von 111 Metern und 34 Stockwerke. Es steht an der Straßenecke von Surf Parade und Victoria Avenue in Broadbeach.
In einem Wettbewerb mit 467 anderen Gebäuden, die über eine Höhe von 100 Meter erheben, wurde das Gebäude mit dem Silberpreis ausgezeichnet.
Die versetzten Balkone waren namensgebend, da sie ein visuelles Wellenmuster erzeugen. Die 118 Apartmentbalkone bieten ausreichend Sonne und Schatten. Der Turm hat eine Tiefgarage, drei Stockwerke werden kommerziell und die anderen wohnlich genutzt. Es gibt Wohnungen mit ein, zwei oder drei Zimmern, die sich über dem vierten Stockwerk befinden.
2007 war das Gebäude in einem Bollywood-Film zu sehen.